# محمد صلاح النيل
محمد صلاح النيل (مواليد 20 أبريل 1991) هو لاعب كرة قدم قطري من أصول سودانية يجيد اللعب كجناح أيمن.

## مسيرة اللاعب
بدأ مع نادي الريان و أعاره الريان سابقاً إلى نادي السيلية وأعاره في عام 2017 إلى نادي الشحانية وانتقل إلى نادي المرخية عام 2017 وانتقل إلى العربي في عام 2018 و أعير إلى نادي السيلية في صيف 2021 و انتقل إلى نادي معيذر في عام 2023.

## روابط خارجية
- محمد صلاح النيل على موقع ناشيونال فوتبول تيمز (الإنجليزية)
- محمد صلاح النيل على موقع Soccerway.com (الإنجليزية)
- محمد صلاح النيل على موقع عالم كرة القدم.نت (الإنجليزية)